# یلو ریور (فلوریدا)
یلو ریور (فلوریدا) (به انگلیسی: Yellow River (Florida)) رودخانه‌ای است که در ایالات متحده آمریکا جریان دارد.